# Znak wodny

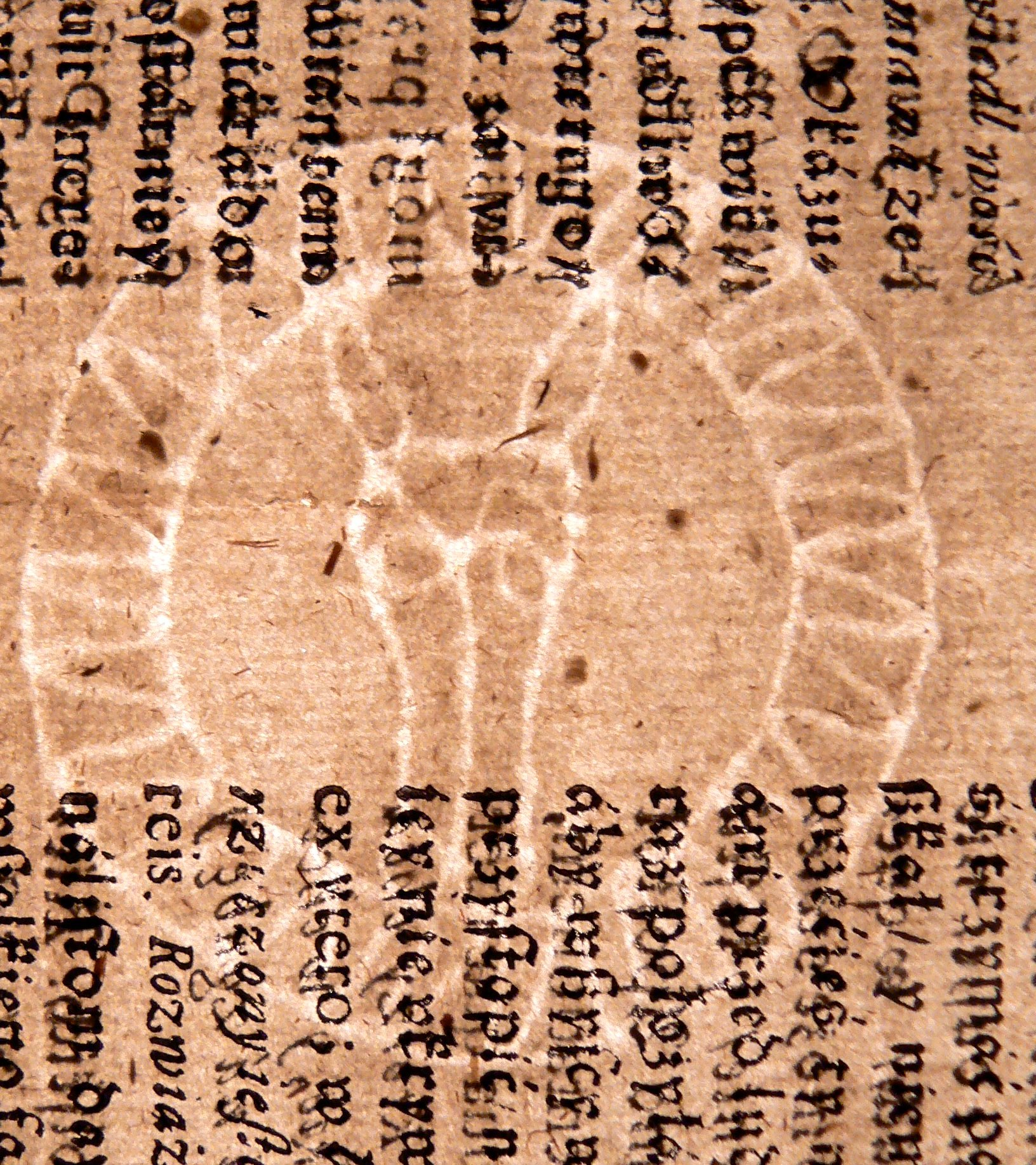
Znak wodny z: Jacek Liberiusz, "Gospodyni Nieba y Ziemie Naswietsza Panna Marya Matka Boża", Kraków, Drukarnia Łukasza Kupisza, 1650

Znak wodny (filigran) – charakterystyczny obraz widzialny w świetle przechodzącym, uzyskiwany w trakcie produkcji  papieru. Jest  widoczny  dzięki zróżnicowanej grubości warstwy papieru lub zagęszczeniu włókien. Obecnie  stosowany głównie jako zabezpieczenie druku  np. w banknotach.

## Historia i geneza
Pierwotnie znaki wodne powstawały w trakcie ręcznego czerpania papieru, dzięki przymocowanym do sita prostym, linearnym wizerunkom wykonanym z cienkiego drutu. Warstwa papieru w tym miejscu była cieńsza i przy spoglądaniu pod światło rysunek był widoczny. Pierwszy znak wodny został użyty  w Cremonie (Włochy) w 1271 roku, nieznacznie późniejsze znaki wodne pochodzą z włoskiej czerpalni w Fabriano z 1282 r. W Polsce najdawniejszym znakiem jest podwójny krzyż z papierni w Prądniku Czerwonym (którą uruchomiono w 1493 roku) pod Krakowem z końca XV wieku.
Początkowo znaki wodne stanowiły  znak firmowy wytwórcy lub majstra, przedstawiały zwykle uproszczone, niewielkie wizerunki heraldyczne, inicjały, symbole religijne, umieszczane pośrodku jednego półarkusza papieru.
Od XVI w. zaczęły oznaczać także gatunek i format papieru, znaki stawały się bogatsze, większe i umieszczane bywały w kilku miejscach sita. Zaczęto także doceniać rolę znaku wodnego jako jednego z dowodów autentyczności dokumentu. W miarę rozwoju technologii papiernictwa, zaczęto stosować znaki tonowe, tworzące niekiedy skomplikowane  przedstawienia plastyczne.

## Typy znaków wodnych
Maszynowa produkcja papieru zmieniła technologię wykonywania znaków wodnych, które zaczęły być tłoczone maszynowo na wstędze wilgotnego papieru przez blaszane ornamenty przymocowane do egutera. Technika pozwala na uzyskanie skomplikowanych wzorów różnego typu:
- Znak wodny jednotonowy jasny (zwany pozytywowym): znak wodny jaśniejszy niż papier. Uzyskuje się go przez wypukłe tłoczenie wstęgi papieru (w tym miejscu papier jest cieńszy).
- Znak wodny jednotonowy ciemny (zwany negatywowym): znak wodny ciemniejszy niż papier. Uzyskuje się go przez wklęsłe tłoczenie wstęgi papieru (w tym miejscu papier jest grubszy).
- Znak wodny dwutonowy: znak wodny z elementami ciemniejszymi i jaśniejszymi niż papier. Tworzy go znak wodny negatywowy i pozytywowy.
- Znak wodny wielotonowy: znak wodny z łagodnymi przejściami od tonów jasnych do ciemnych.

Znaki wodne maszynowe stosowane są głównie jako zabezpieczenia papierów wartościowych, banknotów, dokumentów, biletów itp.
Wciąż produkowane są także papiery ręcznie czerpane, z reguły ozdobione filigranami, znajdujące zastosowanie w twórczości plastycznej, w drukach bibliofilskich i artystycznych, i luksusowej galanterii papierniczej.
Znaki wodne na papierach czerpanych nie występują na produktach dalekowschodnich produkowanych na tzw. miękkim sicie.
W maszynowej produkcji stosowana bywa także metoda tworzenia znaków wodnych przez naniesienie na powierzchnię gotowego papieru kwasu siarkowego przy pomocy gumowego stempla. Kwas jest szybko spłukiwany, a w miejscu jego działania włókna celulozy, częściowo rozpuszczone, stają się bardziej przezroczyste. Metoda ta bywa także stosowana przez fałszerzy. Kolejną, dość prostą metodą podrabiania znaku wodnego jest dokładne sklejenie dwóch cienkich arkuszy papieru stronami z podrobionym znakiem wodnym (jest ona jednak rzadko stosowana ze względu na łatwość rozpoznawania).
Po raz pierwszy znaku wodnego jako zabezpieczenia banknotu użyto w Szwecji w 1661 r. w postaci napisu Stokholms Banco Pappier i Banco. W Polsce zastosowano go po raz pierwszy na banknotach Księstwa Warszawskiego.
Znak wodny jest również cyfrową techniką ukrywania danych w obrazach (np. informujących o autorze, czy prawach autorskich). Badaniem historii znaków wodnych zajmuje się filigranistyka, jedna z nauk pomocniczych historii.

## Kierunek znaku wodnego
Jest to położenie elementów znaku wodnego, występujące w przypadku papierów z asymetrycznym znakiem wodnym, który może mieć różne kierunki - normalny, obrócony, ukośny w prawo, ukośny w lewo lub to samo położenie, ale w lustrzanym odbiciu (przy drukowaniu na odwrotnej stronie papieru). Patrząc na znak wodny od lewej do prawej, możemy określić również, czy znak wodny jest wschodzący (wstępujący) czy też schodzący (zstępujący) - o ile ma charakter schodkowy lub linii falistych ułożonych ukośnie.

## Galeria
|  |  |  |  |